# Nantilly
Nantilly é uma comuna francesa na região administrativa da Borgonha-Franco-Condado, no departamento do Alto Sona. Estende-se por uma área de 10.00 km². Em 2010 a comuna tinha 482 habitantes (densidade: 48,2 hab./km²).